# LACE

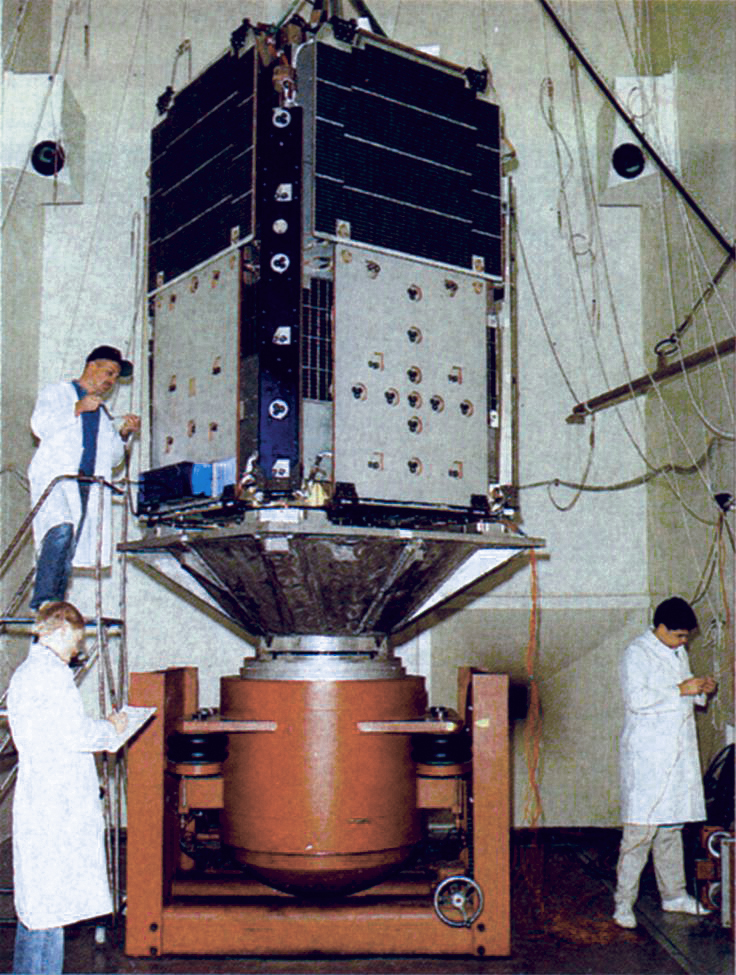
O satélite LACE (também conhecido como USA 51) na câmara acústica.

LACE (acrônimo de Low-power Atmospheric Compensation Experiment), conhecido também como USA 51, foi um satélite artificial militar pertencente ao Departamento de Defesa dos Estados Unidos lançado no dia 14 de fevereiro de 1990 por um foguete Delta 6920 a partir da Estação da Força Aérea de Cabo Canaveral.

## Características
O LACE foi um satélite militar experimental lançado para medir a distorção dos raios laser emitidos a partir da superfície terrestre para o satélite nas bandas de luz visível e infravermelho.
O satélite foi construído pelo Laboratório de Pesquisa Naval e levava, além dos sensores para o laser, um sensor ultravioleta para descobrir os melhores comprimentos de onda com que detectar o rasto do escape de foguetes e um experimento para medir a presença de nêutrons no espaço.
O LACE era estabilizado por gradiente de gravidade. Foi retirado de serviço em 14 de fevereiro de 1993, depois de superar a sua vida útil esperada, de 30 meses, e reentrou na atmosfera terrestre em 24 de maio de 2000.